# Titanosauria
Titanosauři, neboli zástupci kladu Titanosauria (či nadčeledi Titanosauroidea) byli skupinou vývojově pokročilých sauropodních dinosaurů. Do této skupiny patří také největší dnes známí suchozemští živočichové všech dob, jako byl Argentinosaurus, Paralititan nebo Futalognkosaurus. Největší zástupci této skupiny, jako byl například problematický indický rod Bruhathkayosaurus, mohli pravděpodobně dosahovat hmotnosti i přes 100 tun.

## Geografické rozšíření
Tito zejména křídoví sauropodi žili na všech dnešních kontinentech, a to prokazatelně i na Antarktidě (která byla v druhohorách klimaticky mnohem příznivější než dnes). Hojní byli například i v Evropě (Španělsko, Velká Británie, Francie, Rumunsko a jinde). Jejich fosilie již byly objeveny například i na území dnešního Tuniska nebo Bulharska.

## Význam a popis
Titanosauři byli velmi rozšířenou a úspěšnou skupinou sauropodů, jejíž evoluční rozmach a biodiverzitu paleontologové odkrývají teprve v posledních desetiletích. K únoru roku 2018 bylo známo asi 101 druhů titanosaurů. První zástupci se objevují již v období střední jury, asi před 168 miliony let, poslední (např. Alamosaurus) se dožili až úplného konce druhohor před 66 miliony let a patřili tedy k posledním žijícím neptačím dinosaurům. Byla objevena také hnízda a hnízdiště se zkamenělými vejci a zachovanými embryi titanosaurů. Stejně jako ostatní sauropodi byli tito býložravci zavalitými čtvernožci s dlouhým krkem a ocasem a čtyřmi sloupovitými končetinami. Charakteristická je pro tuto skupinu také přítomnost osteodermů, tedy kostěných destiček v kůži, které poskytovaly jistou úroveň ochrany před útokem predátorů. Mnozí z těchto sauropodů měli tělo chráněno kostěnými štítky, zvanými osteodermy. Jejich rozmístění na tělech jednotlivých druhů se lišilo. Funkcí těchto pevných kožních útvarů mohlo být více - od pasivní a aktivní obrany až po termoregulaci nebo zásobárnu minerálů pro organismus.
Nejstarší dosud známé fosilie kladu Titanosauriformes představují izolované zkamenělé zuby, objevené v sedimentech souvrství Sahakara na Madagaskaru. Pocházejí z období střední jury (geologický stupeň bath), jsou tedy staré asi 168 až 166 milionů let. Předchozí nejstarší známé fosilní pozůstatky těchto sauropodů byly zhruba o 10 milionů let mladší a pocházely tedy z období svrchní jury.
Kostra těchto sauropodů byla obvykle výrazně pneumatizovaná, jejich obratle a další kosti byly duté a zabíhaly do nich početné vzdušné vaky, které byly přímou součástí respiračního systému. Nicméně tento anatomický znak byl u různých skupin vývojově vyspělých titanosaurů (například u zástupců čeledi Saltasauridae) do značné míry variabilní.

## Reprodukce a růst
Vědecká studie z roku 2017 ukázala, že na kvalitě a tloušťce skořápky vajec titanosaurů (a tedy i na celkové úspěšnosti reprodukčního cyklu) měl významný vliv také ekologický stres, kterým před jejich nakladením procházely samice těchto dinosaurů.
Titanosauři rostli relativně velmi rychle a na jejich kostech doložil histologický výzkum cyklický růst a opakování fází růstového spurtu. Zřejmě i díky tomuto vzorci růstu dosahovali někteří zástupci gigantických rozměrů.
Lebka mláďat byla křehká a poněkud tvarově plastická (docházelo u ní k výrazným anatomickým proměnám). V době líhnutí měli malí titanosauři schopnost binokulárního (stereoskopického) vidění a na čenichu se u nich vyvinul výrazný růžek, kterým se pravděpodobně dostávali ze skořápky.
Fosilní hnízdiště titanosaurních sauropodů již byla objevena na mnoha místech světa, například v Evropě, Indii, Číně, Argentině i Brazílii.
V roce 2022 byl publikován objev prvního nálezu titanosauřího ovum-in-ovo ("vejce ve vejci", tedy patologická situace, kdy se kolem skořápky vajíčka vytvoří ještě jedna), což dokládá, že tito dinosauři mohli mít podobnou reprodukční soustavu jako dnešní ptáci.

## Zajímavé objevy
Fosilie titanosaurních sauropodů z brazilského souvrství Marília (geologický věk maastricht, před 72 až 66 miliony let) dokládají, že těla těchto obřích dinosaurů byla po smrti využívána jako úkryt a potrava nejen obratlovci, ale také velkým počtem různých druhů bezobratlých, například některými druhy saprofágního hmyzu.
Další objev fosilií titanosaurního dinosaura ze souvrství Adamantina (Brazílie, pánev Bauru) odhalil v cévním systému přítomnost krevních parazitů a kostní choroby osteomyelitidy.

## Taxonomie skupiny
- Titanosauria
  - Andesaurus
  - Atacamatitan
  - Atsinganosaurus
  - Australotitan[24]
  - Austrosaurus
  - Balochisaurus
  - Barrosasaurus
  - Baurutitan
  - Brohisaurus?
  - Campylodoniscus
  - Dreadnoughtus
  - Gobititan
  - Hypselosaurus
  - Iuticosaurus
  - Jainosaurus
  - Jiangshanosaurus
  - Jiutaisaurus
  - Karongasaurus
  - Khetranisaurus
  - Laplatasaurus
  - Lohuecotitan
  - Macrurosaurus
  - Magyarosaurus
  - Malarguesaurus
  - Marisaurus
  - Microcoelus
  - Ninjatitan
  - Normanniasaurus
  - Pakisaurus[25]
  - Paludititan
  - Puertasaurus
  - Qingxiusaurus
  - Sulaimanisaurus
  - Titanosaurus
  - Uberabatitan
  - Savannasaurus
  - Eutitanosauria
    - Čeleď Argyrosauridae
    - Lognkosauria
    - Lithostrotia